# Llaneros Fútbol Club
Llaneros Fútbol Club é um clube de futebol profissional colombiano sediado em Villavicencio, no departamento de Meta. Fundado em 2012, o clube disputa a Categoría Primera A, a primeira divisão do futebol colombiano, após conquistar o acesso em 2024.

## História
O Llaneros Fútbol Club foi fundado em 20 de abril de 2012, após a compra dos direitos do Academia Fútbol Club, clube anteriormente sediado em Bogotá. A iniciativa visava fortalecer o futebol na região dos Llanos Orientales, região tradicionalmente pouco representada nas divisões principais do futebol colombiano.
O clube estreou na Categoría Primera B na temporada de 2012, consolidando-se rapidamente como uma equipe competitiva na segunda divisão. Em 2017, chegou à final do Torneo Finalización, mas perdeu a chance de subir para a primeira divisão ao ser derrotado pelo Itagüí Leones.
A partir de 2018, Llaneros estabeleceu uma parceria estratégica com o Independiente Santa Fe, facilitando o empréstimo de jovens jogadores e troca de conhecimento entre as comissões técnicas.
Em 2024, após uma campanha sólida, o Llaneros sagrou-se vice-campeão da Categoría Primera B e garantiu o acesso à Categoría Primera A para a temporada de 2025, marcando um marco histórico para o clube e para a região do Meta.

## Estádio
O clube manda seus jogos no Estádio Bello Horizonte – Rey Pelé, localizado em Villavicencio. O estádio, inaugurado em 1958, passou por reformas para adequação às normas da Dimayor e possui capacidade para cerca de 18.000 espectadores.
Em 2023, o estádio foi oficialmente renomeado em homenagem ao lendário jogador Pelé, simbolizando a admiração pelo futebol e seu impacto global.

## Cores e Símbolos
As cores oficiais do Llaneros são o laranja e o preto. O laranja simboliza a energia e a vitalidade da região dos Llanos, enquanto o preto reforça a força e a determinação da equipe.
O escudo do clube apresenta a silhueta de um cavalo selvagem, referência direta à cultura dos Llanos Orientales, conhecida por sua tradição em criação de cavalos e vaqueiros.

## Estatísticas
|  | Participações em 2025 |

| Competição | Competição | Temporadas | Melhor campanha  | Estreia | Última | P | R |
| Colômbia   | Primera A  | 1          | Estreia (2025)   | 2025    | 2025   | – | – |
| Colômbia   | Primera B  | 13         | Campeão (2024-A) | 2012    | 2024   | 1 | – |

## Rivalidades
O Llaneros mantém rivalidades locais com clubes de departamentos vizinhos, principalmente com o Atlético Huila e o Patriotas Boyacá, tornando os confrontos regionais muito aguardados pela torcida.

## Jogadores Notáveis
- Juan Camilo Angulo – Capitão e ícone do clube durante a campanha de acesso.
- Jhonatan López – Jovem promessa revelada pelo clube.
- Kevin Gómez – Atacante destaque da temporada 2024.

## Estrutura e Administração
O clube é presidido por Juan Carlos Trujillo desde 2021, que tem focado na profissionalização e fortalecimento das categorias de base.
O técnico Jaime de la Pava, com experiência no futebol colombiano, comanda o time desde 2023, liderando a equipe na recente campanha de acesso.

## Categorias de Base
Llaneros FC mantém um trabalho estruturado de categorias de base, com equipes sub-17 e sub-20, visando revelar talentos da região e fomentar o futebol local.

## Ligações Externas
- Site Oficial